# Purple Disco Machine
Purple Disco Machine, egentligen Tino Piontek, ibland även Tino Schmidt, född 12 februari 1980 i Dresden i dåvarande Östtyskland, är en tysk discjockey, musikproducent, kompositör.
1996 började han producera med programmet Cubase och några synthesizers. 2012 blev han aktiv som DJ började internationella DJ-uppträdanden och 2017 släpptes hans debutalbum hos Sony Music Entertainment. Bland hans mer kända verk tillhör låten Hypnotized med Sophie and the Giants från augusti 2020.